# Benjamin Kirchhoff
Benjamin Kirchhoff (* 11. November 1994 in Frankfurt am Main) ist ein deutscher Fußballspieler. Er spielt seit Sommer 2023 für den FC 08 Homburg.

## Karriere
Kirchhoff ist der jüngere Bruder von Jan Kirchhoff. Er spielte in der Jugend bei Eintracht Frankfurt und beim FSV Frankfurt. Beim FSV war er in der Saison 2012/13 Kapitän der A-Junioren Mannschaft, für die er in der A-Junioren-Bundesliga Süd/Südwest spielte und in 23 Spielen drei Tore erzielte. Zur Saison 2013/14 wechselte Kirchhoff zur zweiten Mannschaft des VfB Stuttgart in die 3. Liga. Er gab für den VfB II am 21. November 2014 am 18. Spieltag der Spielzeit 2014/15 im Spiel gegen den VfL Osnabrück in der Startaufstellung sein Profidebüt. Sein Vertrag beim VfB Stuttgart lief bis 2016.
Zur Saison 2016/17 wechselte Kirchhoff zu den Offenbacher Kickers in die Regionalliga Südwest. Dort spielte Kirchhoff drei Jahre lang und absolvierte 92 Ligaspiele, bevor er zur Saison 2019/20 zum Ligakonkurrenten TSV Steinbach Haiger wechselte.